# 武成帝
武成帝（ぶせいてい）は、北朝北斉の第4代皇帝。姓諱は高 湛（こう たん）、字は歩落稽。

## 生涯
東魏の実力者高歓の九男に生まれる。母は正妻の婁昭君。北魏孝武帝の皇后高氏・高澄・東魏孝静帝の皇后高氏（太原長公主）・高洋（文宣帝）・高演（孝昭帝）・高済（博陵王）の同母兄弟にあたる。少年期から気高く優雅な美少年と称えられた。元象元年（538年）、長広郡公に封ぜられた。
天保元年（550年）に兄の文宣帝が北斉を建てると長広王に進んだ。尚書令となり、まもなく司徒を兼ねた。天保10年（559年）、文宣帝が死去して高殷が即位すると、太尉に転じた。乾明元年（560年）、楊愔らに忌まれて大司馬・并州刺史とされた。その後、孝昭帝の政権奪取に協力し、太傅・録尚書事となった。皇建2年（561年）11月、孝昭帝の死の床で帝位を譲られて晋陽の南宮で即位した。しかし、帝位に就いた後は贅沢の限りを尽くし、民をひたすらに賦役に駆り立てたりと、暴君的な所業しかしなかった。河清3年（564年）、先の皇太子であった孝昭帝の次男の高百年を殺した。
河清4年（565年）4月、長男の高緯に帝位を譲り、太上皇帝として政務を見た。天統4年（568年）12月、鄴宮の乾寿堂で死去した。享年32。

## 宗室

### 后妃
- 正室：郁久閭叱地連（柔然の隣和公主、郁久閭菴羅辰の娘）、胡皇后
- 側室：弘徳夫人李氏、夫人彭氏（彭楽の娘）、嬪王氏、嬪盧氏、嬪馬氏、御女爾朱摩女、任氏

### 男子
- 後主 高緯（次男。母は胡皇后）
- 南陽王 高綽（庶長子。母は李夫人、高緯と同日生まれ）
- 琅邪王 高儼（三男。母は胡皇后）
- 斉安王 高廓 - 四男。北斉滅亡後、長安で処刑。
- 北平王 高貞 - 五男。北斉滅亡後、長安で処刑。
- 高平王 高仁英 - 六男。『北斉書』によれば「清狂」[1]のため、反乱を起こすことはないと判断、助命されて、蜀へ流刑となった。隋代の594年まで記録上、生存が確認でき、それ以降に蜀の地で没した。
- 淮南王 高仁光 - 七男。北斉滅亡後、長安で処刑。
- 西河王 高仁幾 - 八男。北斉滅亡後、長安で処刑。
- 楽平王 高仁約 - 九男。北斉滅亡後、長安で処刑。
- 潁川王 高仁倹 - 十男。北斉滅亡後、長安で処刑。
- 安楽王 高仁雅 - 十一男。『北斉書』によれば「瘖疾」[2]（「暗疾」とも）のため、反乱を起こすことはないと判断、兄の高仁英と同様、障害があったが故に処刑されることなく助命され、蜀へ流刑となった。以後の具体的な消息は不明だが、助命された兄と同様、蜀の地で没した。
- 丹陽王 高仁直 - 十二男。北斉滅亡後、長安で処刑。
- 東海王 高仁謙 - 十三男。北斉滅亡後、長安で処刑。

『北斉書』幼主伝には「神武（神武皇帝高歓）の子孫、存する者にして、一・二のみ」と記されているが、これは身心の障害がある故に殺す意味も必要も考えられなかった六男の高仁英と十一男の高仁雅のことと思われる。ただし、武成帝の甥（長兄の高澄の三男）の蘭陵王高長恭の孫の高元簡と、後述するが、武成帝の四男の高廓の子孫（高廓の曾孫の代まで）が隋と唐の時代を生き延びている。

### 女子
- 永昌公主 - 段韶の次男の段深の許嫁。段深に嫁ぐことは無く、562年に早世。
- 東安公主 - 564年に段韶の次男の段深と結婚。子女は確認出来ない。
- 一女 - 李祖娥に肉体関係を強要して生まれた娘。李祖娥が前夫で武成帝の同母兄である孝昭帝との間に生まれた次男の高紹徳が李祖娥を訪ねてきた時に会うことをしなかった。高紹徳は怒って、「母は妊娠したから、私に会ってくださらないのだ」となじった。李祖娥は大に恥じて、生んだ娘を取り上げなかった。武成帝は刀を横たえて「お前が私の娘を殺したから、私はお前の子を殺そう」と言い、高紹徳を召し出すと、「お前の父が私を打った時、お前は救けに来なかった」と罵り、李祖娥の目の前で刀の柄で高紹徳を突き殺して見せた。武成帝自ら高紹徳の遺体を遊豫園に埋めた。李祖娥が我が子の死に号泣すると武成帝は益々怒り、李祖娥を裸にして鞭打った。李祖娥は流血、失神したが生き延び、姪の李難勝がいる妙勝尼寺に送られた。李祖娥は元々、仏法を好んでいたので、そのまま尼となった。北斉が滅亡すると関中に入り、隋の時代になって趙郡に帰還した。それ以後の李祖娥の消息は不明である。

## 子孫
武成帝は上記のように少なくとも13男3女を儲けたが、子女達の中で武成帝の孫を残していることが確認できるのは次男（嫡出長男）で帝位を継承した高緯（後主）・三男の高儼・四男の高廓の3人のみである。
高緯は長男の高恒（幼主）・東平王高恪・高善徳・高買徳・高質銭、斛律皇后が572年に産んだ娘と後に結婚した娘という5男2女を儲けたが、男子は皆、北斉滅亡後の北周の武帝の皇族粛清に巻き込まれ、女子も子女がいるか不明であることから、これ以後の高緯直系の子孫は確認できない。
三男の高儼は4人の男子があったが、いずれも数月のうちに死去しており、こちらも子孫が途絶えている。
四男の高廓自身は処刑されたが、子の高君緒は生き延び、高玄景、高元思と直系が続いた。高廓の家系は武成帝の子孫の中で唯一、隋の時代まで存続している。高君緒は孫、高玄景は曾孫、高元思は玄孫にあたる。また、北斉滅亡後に生き残った数少ない高歓直系の血筋かつ北斉皇族の一家系である（高君緒、高玄景、高元思はそれぞれ高歓の曾孫、玄孫、来孫にあたる）。高君緒は隋の時代に新安郡休寧県の県令、高玄景は和州刺史、高元思は梓州参軍を務めており、ある程度の地位を手にしている。

## 伝記史料
- 『北斉書』巻七 補帝紀第七
- 『北史』巻八 斉本紀下第八